# Eulepte anticostalis
Eulepte anticostalis là một loài bướm đêm trong họ Crambidae.